# Eugène-François de Block
Eugène-François de Block (Geraardsbergen, 14 mei 1812 - Antwerpen, 23 januari 1893) was een Belgische kunstschilder, etser en tekenaar.

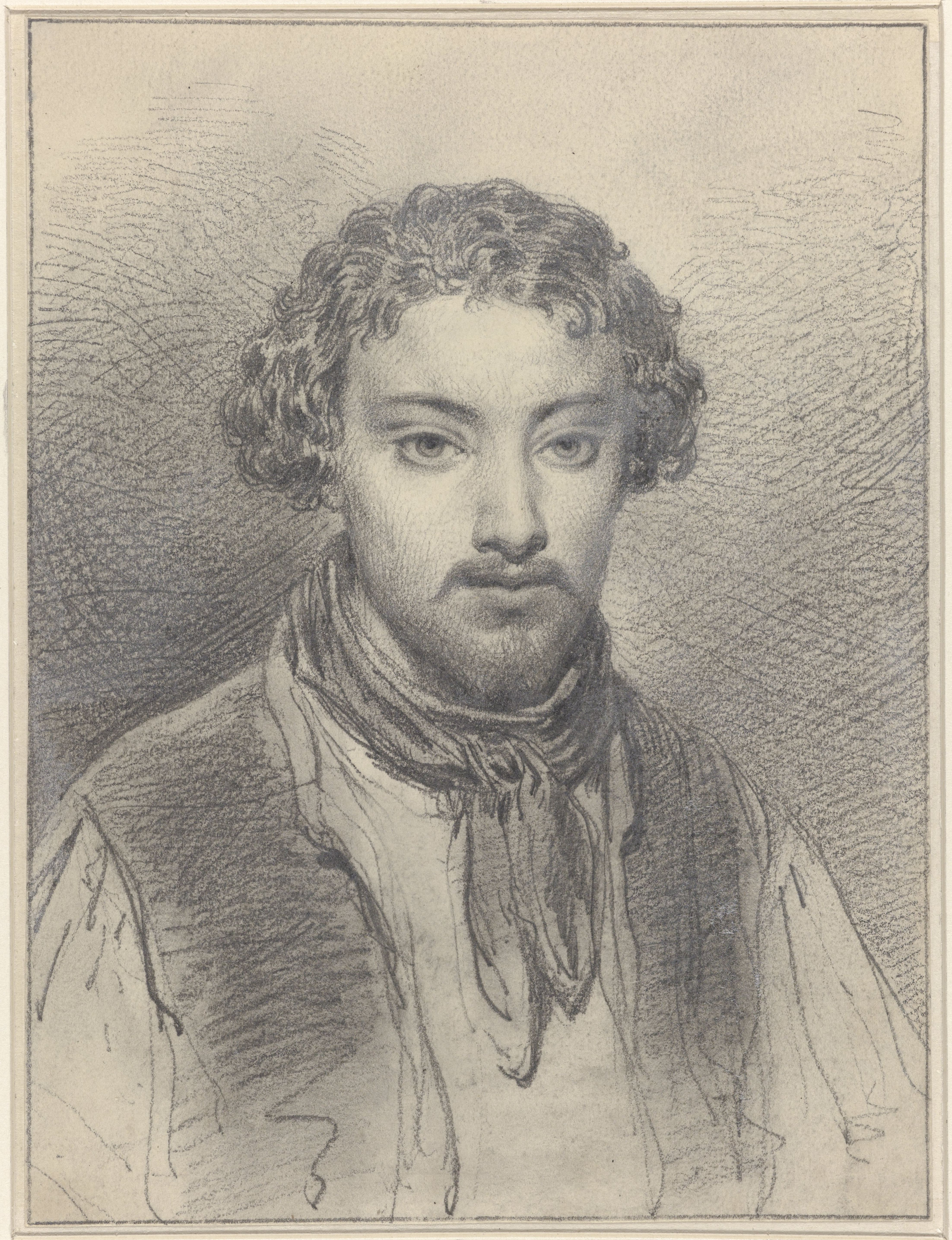
Zelfportret (tussen 1832 en 1842)

Hij kreeg zijn eerste kunstopleiding aan de Tekenschool in Geraardsbergen. Hij werd later leerling in het atelier van de historieschilder Pierre Van Huffel. Vanaf 1834 verbleef hij in Antwerpen, waar hij zijn opleiding vervolmaakte bij Ferdinand de Braekeleer.
Zijn eerste schilderijen waren grappige scènes. Later kreeg hij een voorkeur voor genretaferelen, geanimeerde interieurs, religieuze voorstellingen en portretten. Rond 1860 kon hij zich losmaken van de invloed van De Braekeleer en ontwikkelde hij een eigen stijl met een meer verfijnde kleurgeving.
Een van zijn leerlingen was de Duitser Ludwig von Hagn, met wie hij gedurende enkele jaren samenwerkte in zijn atelier eerst in Antwerpen en dan in Brussel.

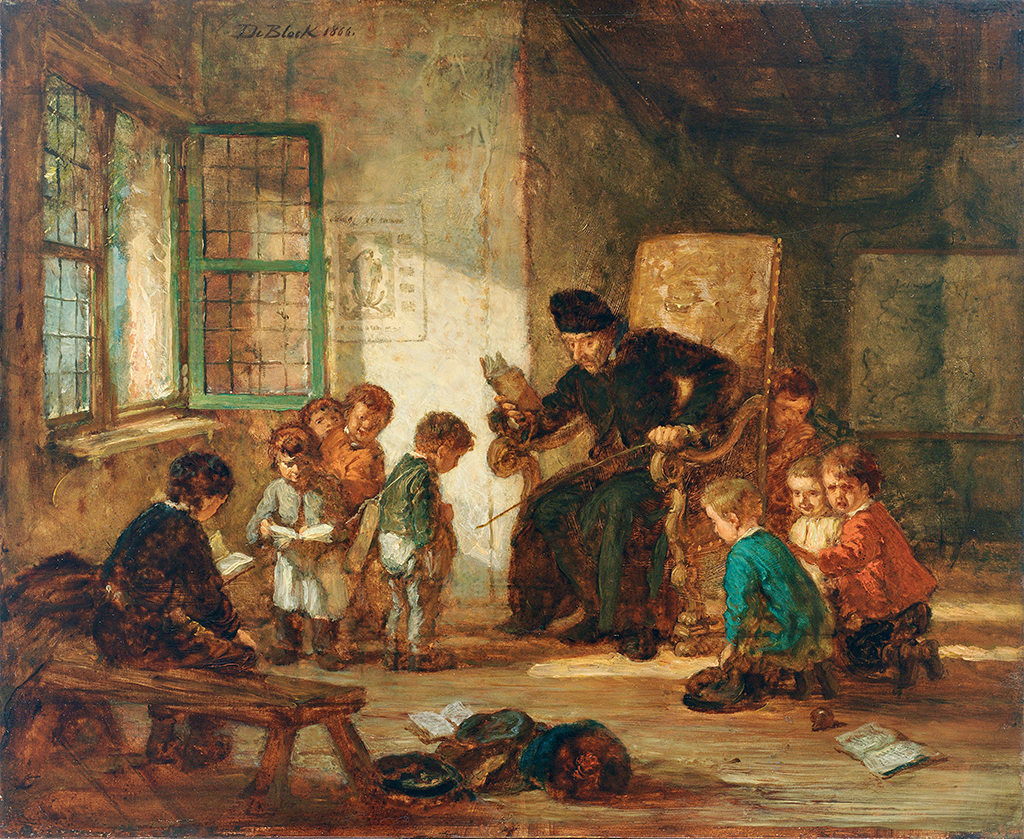
Leraar met klas in de lagere school (1866)

Hij werd benoemd als conservator aan het Koninklijk Museum voor Schone Kunsten van Antwerpen tussen 1885 en 1891.

## Musea
Zijn schilderijen komen voor in musea in Antwerpen, Brussel en Luik. Het Rijksmuseum in Amsterdam bezit 67 werken van hem of over hem.